# Парк-дендрарий Талицкого лесотехникума
Парк-дендрарий Талицкого лесотехникума — дендрологический парк в черте города Талицы Свердловской области, Россия. Один из старейших на Среднем Урале пунктов по акклиматизации растений. Площадь — 5,7 км².
Парк был заложен в 1896 году на базе Талицкой лесной школы. Впервые выращивание интродукцированных пород было проведено в 1897 году под руководством лесовода С. Г. Вронского, а в дальнейшем под руководством крупных советских дендрологов В. Ф. Овсянникова и Э. И. Адамовича. В дендрарии произрастает 45 видов древесных и кустарниковых пород, в том числе: акация белая, бархат амурский, бересклет крылатый, барбарис обыкновенный, виноград амурский, вяз гладкий, дуб черешчатый, жимолость татарская, жимолость золотистая, жимолость синяя, жестер слабительный, ирга круглолистная, кизильник блестящий, клён татарский, клён остролистный, клён ясенелистный, лимонник китайский, лещина обыкновенная, маакия амурская, орех маньчжурский, сирень мохнатая, сирень обыкновенная, таволга дубровколистная, терн, тополь бальзамический, тополь чёрный, тополь белый, чубушник венечный и др. Особую ценность представляют посадки бархата амурского и маакии амурской, которые являются наиболее старыми на Среднем Урале. Эстетическую ценность представляют аллеи, обсаженные пихтой сибирской, елью сибирской и лиственницей Сукачева.
Постановлением Правительства Свердловской области от 17 января 2001 года № 41-ПП парк-дендрарий Талицкого лесотехникума включён в перечень дендрологических парков и ботанических садов областного значения. Охрана территории парка возложена на администрацию Талицкого городского округа.